# Karmazsinpirók
A karmazsinpirók (Carpodacus erythrinus) a madarak osztályának verébalakúak (Passeriformes) rendjébe és a pintyfélék (Fringillidae) családjába tartozó faj.

## Rendszerezése
A fajt Peter Simon Pallas német zoológus írta le 1770-ben, a Loxia nembe Loxia erythrina néven. Egyes szervezetek az Erythrina nembe sorolják Erythrina erythrina néven.

## Alfajai
- Carpodacus erythrinus erythrinus (Pallas, 1770) - Európa és onnan keletre Szibéria középső részéig
- Carpodacus erythrinus grebnitskii (Stejneger, 1885) - kelet-Szibéria, észak-Mongólia, északkelet-Kína és a Koreai-félsziget
- Carpodacus erythrinus kubanensis (Laubmann, 1915) - Törökország, a Kaukázus vidéke, észak-Irán és Türkmenisztán
- Carpodacus erythrinus ferghanensis (Kozlova, 1939) - kelet-Kazahsztán, Kirgizisztán, Tádzsikisztán, nyugat-Kína, Afganisztán és Pakisztán
- Carpodacus erythrinus roseatus (Blyth, 1842) - a Himalája középső és keleti vonulatai valamint közép- és dél-Kína [2]

## Előfordulása
A sivatagok kivételével egész Eurázsiában él. Természetes élőhelyei a mérsékelt övi erdők és cserjések, folyók és patakok közelében, valamint ültetvények és szántóföldek. Vonuló faj.

### Kárpát-medencei előfordulása
Magyarországon ritka átvonuló. Első alkalommal 1983. szeptember 8-án egy fiatal példány került elő Budakeszin. 2007-ig mintegy 30 előfordulása ismert, 1990-től szinte minden évben megfigyelték. Tavasszal főleg hím egyedeket észlelnek, amelyek már vonulás közben hallatják jellegzetes éneküket, leginkább május második felében. 2003-ban és 2004-ben nyáron Tapolcán egy hím hosszan énekelt a városi parkban. Őszi vonuláson, július és szeptember között fordul elő hazánkban. Júliusban még öregek, később inkább az évi fiatal példányok kerülnek szem elé.
|  |

## Megjelenése
Testhossza 14–15 centiméter, szárnyfesztávolsága 24–27 centiméter, testtömege 19–27 gramm. A hím feje és melle karmazsinvörös, a tojó tollazata barnás színű.
|  |  |

## Életmódja
Főleg magvakkal, rügyekkel és gyümölcsökkel táplálkozik, nyáron szitakötőket, poloskákat, legyeket, pókokat, lepkéket és bogarakat is fogyaszt.

## Szaporodása
A párok egész életükre állnak össze, a fészkelőhelyükhöz is ragaszkodnak. A fészket csak a tojó építi, ágakból álló keretet tölt ki fűszálakkal. Fészekalja 3–7 tojásból áll, melyen csak a tojó kotlik 11–12 napig, a hím a táplálásban besegít.
|  |

## Természetvédelmi helyzete
Az elterjedési területe rendkívül nagy, egyedszáma ugyan csökken de még nem éri el a kritikus szintet. A Természetvédelmi Világszövetség Vörös listáján nem fenyegetett fajként szerepel. Magyarországon védett, természetvédelmi értéke 25 000 forint.